# Canudos do Vale
Canudos do Vale este un oraș în Rio Grande do Sul (RS), Brazilia.